# Venezuela-chachalaca
Venezuela-chachalaca (Ortalis ruficauda) er en hønsefugl, der lever i det nordlige Colombia, det nordlige Venezuela og på øen Tobago. Den er en af Trinidad og Tobagos nationalfugle.

## Underarter
Der findes to underarter af Venezuela-chachalaca:
- Rusthalet chachalaca, Ortalis ruficauda ruficauda
- Rustgumpet chachalaca,  Ortalis ruficauda ruficrissa